# Manuel Rodrigues Lapa
Manuel Rodrigues Lapa (Anadia, 22 de abril de 1897 — 28 de março de 1989) foi um filólogo português.
"Homem inquieto, sensível e exigente", foi professor catedrático da Universidade de Lisboa. Doutorou-se com a tese Das Origens da Poesia Lírica em Portugal na Idade Média (1930). Foi afastado da Faculdade de Letras da Universidade de Lisboa "a única escola do mundo para onde se entrava a descer", em 1935, por motivos políticos e tomadas de posição contra "as tristezas e vergonhas" da época salazarista e contra os "profetas e salvadores que ela nos tentava impingir". Uma vez afastado da Universidade, com mais 32 funcionários civis e militares, dentre os quais  Norton de Matos, Abel Salazar, Aurélio Quintanilha, Carvalhão Duarte e Dias Pereira, dedicou-se ao jornalismo, tendo sido director de O Diabo, onde substituiu Ferreira de Castro,  e à investigação literária.

## A acção cívica e política
Opositor activo ao regime do Estado Novo, foi preso em 6 de janeiro de 1949, "para averiguações" , quando decorria a campanha eleitoral para a Presidência da República, sendo libertado, sob caução de 20 mil escudos, conforme revela a ficha da PIDE,.
Em entrevista concedida ao Diário de Lisboa, em 5 de janeiro, pp. 1 e 7 (centrais) comentando a situação política portuguesa afirmava: "É chegada a oportunidade de acabar sem sobressalto com este estado de coisas, que nos envergonha como europeus - continuamos a ser os cafres da Europa, como nos alcunhavam no século XVII", falava em "crimes em matéria de educação" e, referindo-se à censura, disse: "Sou escritor e orgulho-me de ter sido algum tempo jornalista (...) Desde esse momento compreendi a trágica situação de muitos jornalistas (...) Por isso é aproveitar esta liberdade que nos concedem de muito má vontade, encher os pulmões de ar fresco e dizê-las das boas e bonitas". No dia seguinte, Marcelo Caetano responderia no mesmo jornal, contestando as afirmações do filólogo e defendendo a escola e a "mocidade portuguesa".
Entrou na luta política, apoiando Norton de Matos, "porque o dever dos intelectuais é, e sempre foi, nos grandes momentos de crise nacional, dar o corpo ao manifesto, servir às aspirações do Povo, comungar com ele no seu anseio de Liberdade e Justiça".
Em 1954, conjuntamente com Miguel Torga e Adolfo Casais Monteiro, "honrando a nossa cultura" e "representando a oposição portuguesa", participou do Congresso Internacional de Escritores, na cidade de São Paulo.
Em 1956 integrou a Comissão de Honra das Comemorações no Distrito de Aveiro do 65.° aniversário do 31 de Janeiro de 1891, ao lado de Rui Luís Comes, Ferreira de Castro, Barbosa de Magalhães, Álvaro Neves, Júlio Calisto, Costa e Melo, Mário Sacramento, Fernando Namora, Virgílio Ferreira, Ramos de Almeida, António Macedo e outros.
Em 1957, exilou-se no Brasil, onde leccionou em várias universidades. "Comendo o pão que o diabo amassou", realizou investigações sobre o Setecentos Político e Cultural de Minas Gerais. Desse notável esforço "que foi muito grande, por unir a docência à investigação", resultou a atribuição da Medalha da Inconfidência Mineira, cujo patrono é Tiradentes, o herói da Independência do Brasil. Recebeu essa condecoração em 21 de Abril de 1974, na cidade de Ouro Preto.
Em 1969 presidiu ao II Congresso Republicano de Aveiro, a convite de Mário Sacramento - "esse amigo querido, e por veneração à sua memória, aqui estou presente. Quero trabalhar convosco, estar em comunhão convosco, correr os riscos convosco".
Regressou a Portugal após o 25 de Abril, altura em que dirige a Seara Nova, "verdadeira Universidade de Democracia, prestigiosa tribuna de Sérgio, Cortesão e Proença", para onde havia entrado "por mão do saudoso mestre e amigo, Luís da Câmara Reis".
Em 1980, Manuel Rodrigues Lapa foi feito Grande-Oficial da Ordem da Liberdade, a 30 de Junho.
Mais recentemente, numa entrevista ao Diário de Notícias - curiosamente no mesmo jornal que o levara à cadeia, em 1949 - "ouvindo bimbilhar os sinos da Sé de Lisboa e vendo as pombas revoar livremente no céu azul" afirmava com toda a autoridade: "A crise cultural depende, em boa parte, da crise política e moral que estamos atravessando. O País vive um dos períodos mais dramáticos da sua longa história, assinalado pela corrupção do carácter e promoção de falsos valores. Com estes ingredientes nocivos, como pode florescer a cultura?".
"Não traímos a nossa missão, descendo de vez em quando do nosso gabinete à praça pública, onde rumorejam as multidões do Povo que trabalha. Ele precisa de nós, do nosso saber a que ainda não chegou, do nosso conselho. Nós precisamos dele, da sua energia pura e palpitante, do seu entusiasmo criador".
"O escritor que cumpre eficazmente a tarefa de nos abrir os olhos sobre as nossas faltas presta-nos um imenso serviço. (...) O culto da verdade é, para certos indivíduos, uma espécie de religião (...) um vício (...). Há homens assim; por mais que lhes façam não cessam de dizê-la: faz parte da sua natural aspiração. É assim mesmo. (...) Di-la-ei, custe o que custar; mais a verdade das vergonhas do que a verdade das grandezas (...) Di-la-ei rudemente, como é próprio do meu feitio, ou envolta em roupagens subtis, como convém a esta época de hipocrisias: mas di-la-ei sempre, por mais sacrifícios que me importe essa atitude".
Em 1988 recebeu um Doutoramento Honoris Causa pela Universidade de Aveiro
Em 1990, Manuel Rodrigues Lapa foi feito, Grã-Cruz da Ordem Militar de Sant'Iago da Espada, a 30 de Agosto.

## A actividade científica
Destacam-se na sua obra as Lições de Literatura Medieval (1933) e Estilística da Língua Portuguesa (1945), a edição crítica das Cantigas d'escarnho e de mal dizer dos cancioneiros medievais galego-portugueses (1965) e os estudos sobre Camões, Diogo do Couto e Tomás António Gonzaga.
Dirigiu as colecções Textos Literários, da Seara Nova, e os Clássicos Sá da Costa.
Em 1983, deu à estampa As minhas razões - Memórias de um idealista que quis endireitar o mundo.
As suas investigações literárias e linguísticas sobre a Galiza - "onde estão as nossas mais profundas raízes" - ocuparam grande parte do seu trabalho. "Como a nossa língua é radicalmente a mesma, há um problema de recuperação literária do galego, a ser resolvido naturalmente com a ajuda do português, que é a verdadeira língua de cultura. Nisso também me tenho empenhado. Cinjo na minha actividade de escritor, as três dimensões da nossa cultura, que são cronologicamente a galega, a portuguesa e a brasileira (...) Convenci-me inteiramente de que, para nos conhecermos bem, teremos de conhecer a Galiza, onde está a nossa mais profunda raiz (...) Nunca deixei de me ocupar da Galiza, que é para mim um vício e uma necessidade; e também um dever moral".
No Brasil, as suas pesquisas abarcaram o século XVIII e, muito em especial, os escritores que tinham entrado na Conjuração Mineira, liderada pelo Tiradentes: Cláudio Manuel da Costa, Alvarenga Peixoto, Tomás António Gonzaga. Sobre essas figuras recolheu, comentou e publicou uma grande documentação até então desconhecida, "que repunha a verdade dos factos, deturpada por um nacionalismo delirante e um tradicionalismo apegado a falsidades". Realizou investigações histórico-literárias em bibliotecas e arquivos para a elaboração de quatro livros que publicou e que estão de há muito esgotados.

## Obra publicada
- História da língua e da literatura portuguesa, I: Das origens da poesia lírica em Portugal na Idade Média. Lisboa. Autor. 1929.OCLC 313237714
- Origens da Poesia Lírica em Portugal na Idade Média,, 1930.
- Lições de literatura portuguesa: época medieval. Lisboa, Centro de Estudos Filológicos. 1934 (com várias ed. posteriores).OCLC 902210285
- Crestomatia arcaica. Lisboa. Gráfica Lisbonense, 1940.OCLC 971141358
- Estilística da língua portuguesa. Coimbra: Coimbra Editora, 1945 (onde comenta escritores em galego).
- Miscelânea de língua e literatura portuguesa medieval. Rio de Janeiro: Instituto Nacional do Livro, 1965.
- As minhas razões: Memórias de um idealista que quis endireitar o mundo... Coimbra: Coimbra Editora, 1983.OCLC 11756084
- As «Cartas Chilenas» Um Problema Histórico e Filológico «Com Prefácio de Afonso Pena Júnior»

Livro de memórias.

### Sobre o galego e a Galiza
- Os vilancicos: o vilancico galego nos séculos XVII e XVIII. 1930 (reimpresso com o título "Os vilancicos: a tradição do vilancico galego nos séculos XVII e XVIII", in rev. Agália, 11. 1987, pp. 353–363).
- Carta a la viuda de Castelao, in rev. A Nosa Terra, nº 474, 1950.
- A obra mais urgente da galeguidade, in rev. Galicia, Centro Gallego de Montevideo, nº 466, 1952.
- A ideia de comunhão em Otero Pedrayo, in V.V.A.A., Homaxe a Ramón Otero Pedrayo no LXX aniversario do seu nacimento. Vigo. Galaxia. 1958, pág. 73 e ss.
- A recuperação literária do galego, in rev. Colóquio/Letras, 13. Lisboa. 1973, pp. 5–14.
- Estudos galego-portugueses: por uma Galiza renovada. Lisboa. Sá da Costa. 1979.
- A reintegração linguística galego-portuguesa. Um drama que afecta a nós todos, in rev. Nova Renascença, Porto, outubro de 1983, pp. 321–329.
- [carece de fontes?]

## Edições
- Cantigas de Santa Maria, de Afonso X. Lisboa: Centro de Estudos Filológicos, 1939.
- Cantigas d'escarnho e de mal dizer dos cancioneiros medievais galego-portugueses. Vigo: Galaxia, 1965.OCLC 911679475